# Windhagen

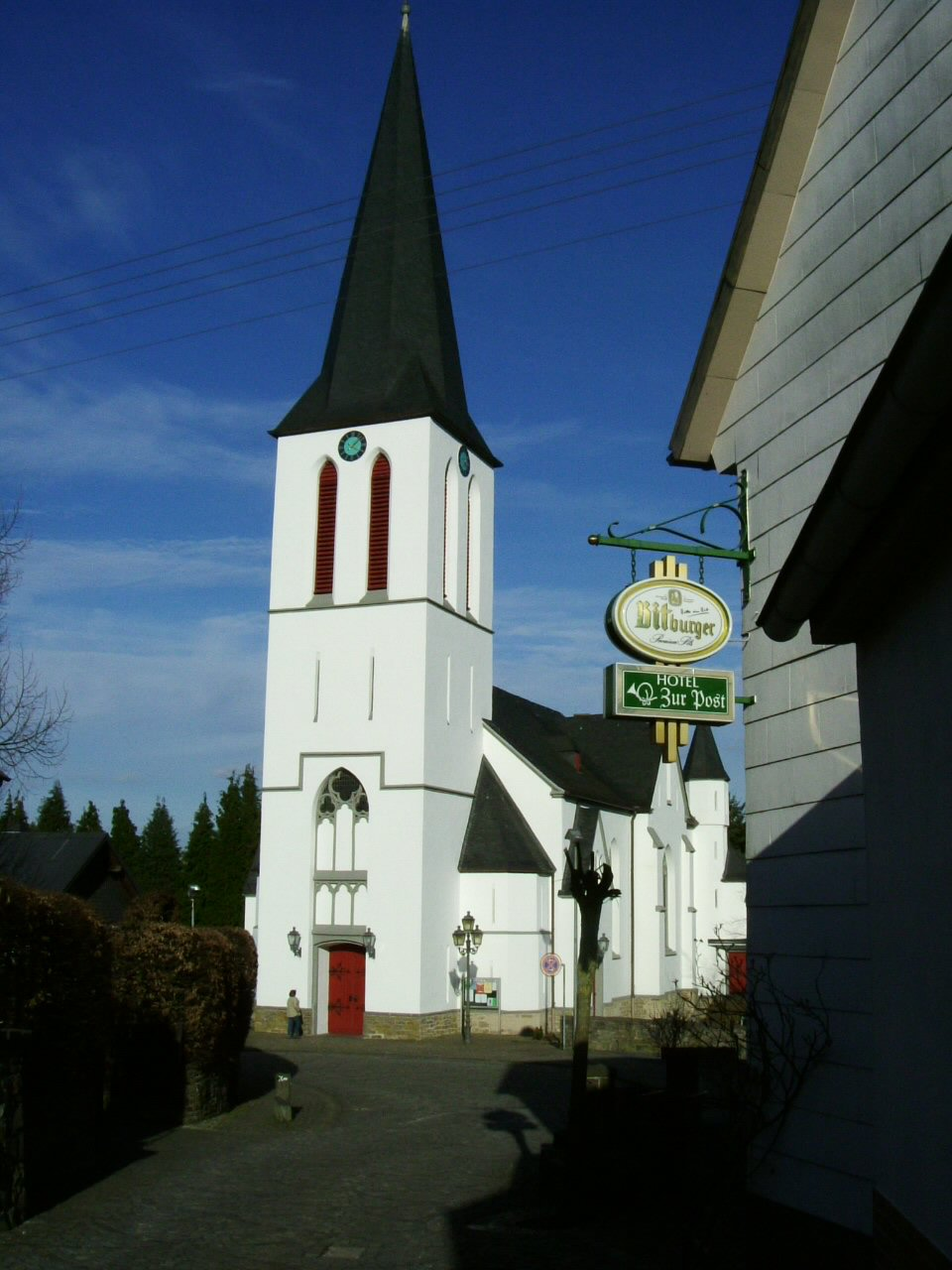

Windhagen est une municipalité du Verbandsgemeinde Asbach, dans l'arrondissement de Neuwied, en Rhénanie-Palatinat, dans l'ouest de l'Allemagne.
Windhagen consiste en les villages suivant :
| - Adamstal - Birken - Frohnen - Günterscheid - Hallerbach - Hecken | - Hohn - Hüngsberg - Johannisberg - Köhlershohn - Niederwindhagen - Oberwindhagen | - Rederscheid - Schweifeld - Stockhausen - Vierwinden |

## Géographie
La localité de Windhagen est située en Rhénanie-Palatinat, sur le plateau de Asbach au passage du massif du Siebengebirge vers celui du Westerwald, ce dernier s’étendant vers l’est. La commune touche directement la frontière du Land Nordthein-Westfalen (Rhénanie du nord-Westphalie). Le territoire communal s’étend sur une dorsale depuis la colline du Dachsberg vers le sud-est, avec des altitudes entre 258 et 322 m. Le quartier de Vierwinden dans le village central de Windhagen constitue le point le plus haut de la commune avec 322 m, alors que le ruisseau « Hallerbach » quitte le territoire au point le plus bas à l’est, avec 165 m (ruisseau aussi appelé « Elsaffer Bach » à cet endroit. 

## Entreprises implantées à Windhagen
Windhagen est le siège de l‘entreprise mécanique Wirtgen, de renommée globale dans le domaine d’engins pour la construction de routes, avec environ 1 400 collaborateurs. Depuis 2017 l’entreprise Wirtgen fait partie du groupe américain John Deere.
Parmi les autres grandes entreprises de Windhagen, il y a aussi la sté Nölken Hygiene-Products, fabricant de produits hygiéniques, la sté JK-Ergoline pour les équipements de bronzage, ainsi que la sté Geutebrück, fabricant de produits de vidéo-sécurité.
Il y a également à Windhagen de nombreuses entreprises plus petites dans le domaine de la distribution, des services, de la production et du bien-être.